# Gabinete de curiosidades

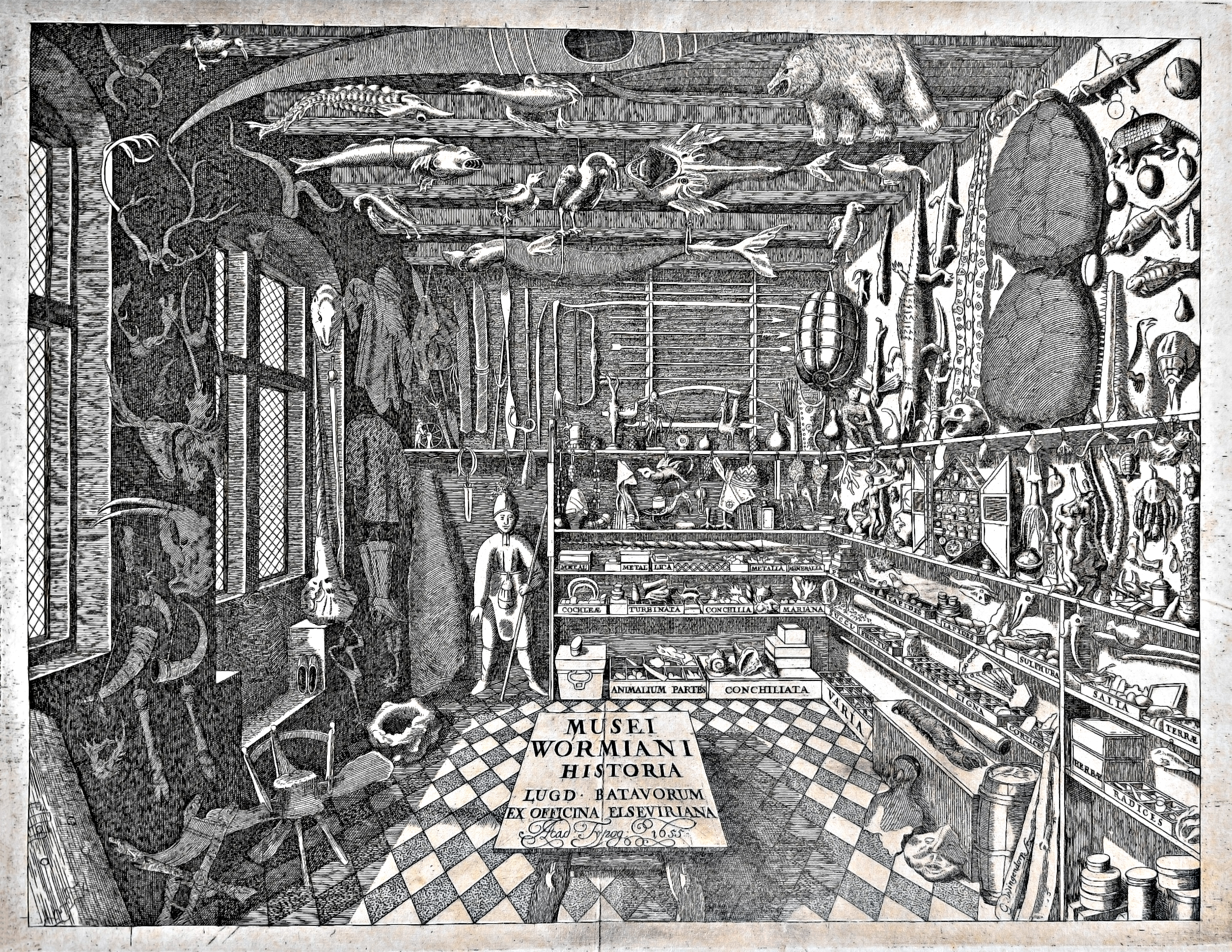
Frontispício do livro Musei Wormiani Historia mostrando o quarto das maravilhas de Ole Worm, conhecido como Olaus Wormius.

As expressões gabinete de curiosidades (Kunstkammer e Kunstkabinett, em alemão), quarto das maravilhas ou gabinetes das maravilhas (Wunderkammern, em alemão), armário de curiosidades em espanhol, designam os lugares onde, durante a época das grandes explorações e descobrimentos dos séculos XVI e XVII, se colecionava uma multiplicidade de objetos raros ou estranhos dos três ramos da biologia considerados na época: animal, vegetal e mineral; além de objetos relacionados à geologia, etnografia, arqueologia, relíquias religiosas ou históricas, obras de arte e antiguidades. Eram espaços montados por nobres curiosos, ricos comerciantes, artistas e estudiosos para juntar, interpretar e exibir os objetos coletados de outras culturas e continentes.
Nos gabinetes de curiosidades, eram encontradas "coisas" como cornos de "unicornios", ossos de "gigantes", múmias egípcias e línguas de cobras. Há relatos de pessoas montarem seres fictícios a partir de seres existentes, como por exemplo, trocar asas de diferentes espécimes de borboletas, resultando em um indivíduo diferente e inexistente.
Tais gabinetes serviram não apenas como coleções predominantemente heterogêneas para o entretenimento e para refletir as curiosidades particulares de seus curadores, mas geralmente como símbolos socioeconômicos para estabelecimento e manutenção de uma certa posição na sociedade. De acordo com o historiador inglês Robert Evans, havia dois tipos principais de gabinetes: "o gabinete principesco, servindo a uma função amplamente representativa, e dominado por preocupações estéticas e uma clara predileção pelo exótico", e gabinetes com coleções mais modestas "erudito humanista ou virtuoso, que serviram a propósitos mais práticos e científicos". Contudo, o autor ressalta que não havia uma distinção clara entre as duas categorias pois as coleções eram predominantemente marcadas pela curiosidade, credulidade e por algum tipo de desenho universal. Por outro lado, os gabinetes não eram só privilégio da nobreza, como é o exemplo do gabinete de um médico de Castres, Pierre Borel (1620-1671), que continha uma grande diversidade de objetos.
Apareceram durante o Renascimento na Europa e tiveram um papel fundamental para o desenvolvimento da ciência moderna, embora refletissem a opinião popular do tempo (não era raro encontrar sangue de dragão seco ou esqueletos de animais míticos). A edição de catálogos, geralmente ilustrados, permitia acessar e difundir o conteúdo dos gabinetes de curiosidades para os cientistas da época. Em geral, eram uma exposição de curiosidades e achados procedentes de novas explorações ou instrumentos tecnicamente avançados, como foi o caso da coleção do Tsar Pedro, o Grande. Em outros casos, eram amostras de quadros e pinturas, sendo este o caso do arquiduque Leopoldo Guilherme. Alguns outros também conhecidos eram o Gabinete dos Médicis em Florença, as coleções do imperador Rodolpho (1576-1612), em Praga, a coleção do arquiduque Ferdinando, no castelo de Ambras, em Viena, e a Câmara de Curiosidades do duque Alberto V, da Baviera. Os gabinetes de curiosidades podem ser considerados como os precursores dos atuais museus, sendo o primeiro uso do termo “museu” associado a um gabinete de curiosidades foi com o Wormian Museum de história natural, criado pelo dinamarquês Olaus Wormius (1588-1654) que fez pesquisas importantes a partir de sua coleção.

## História

### Século XVI

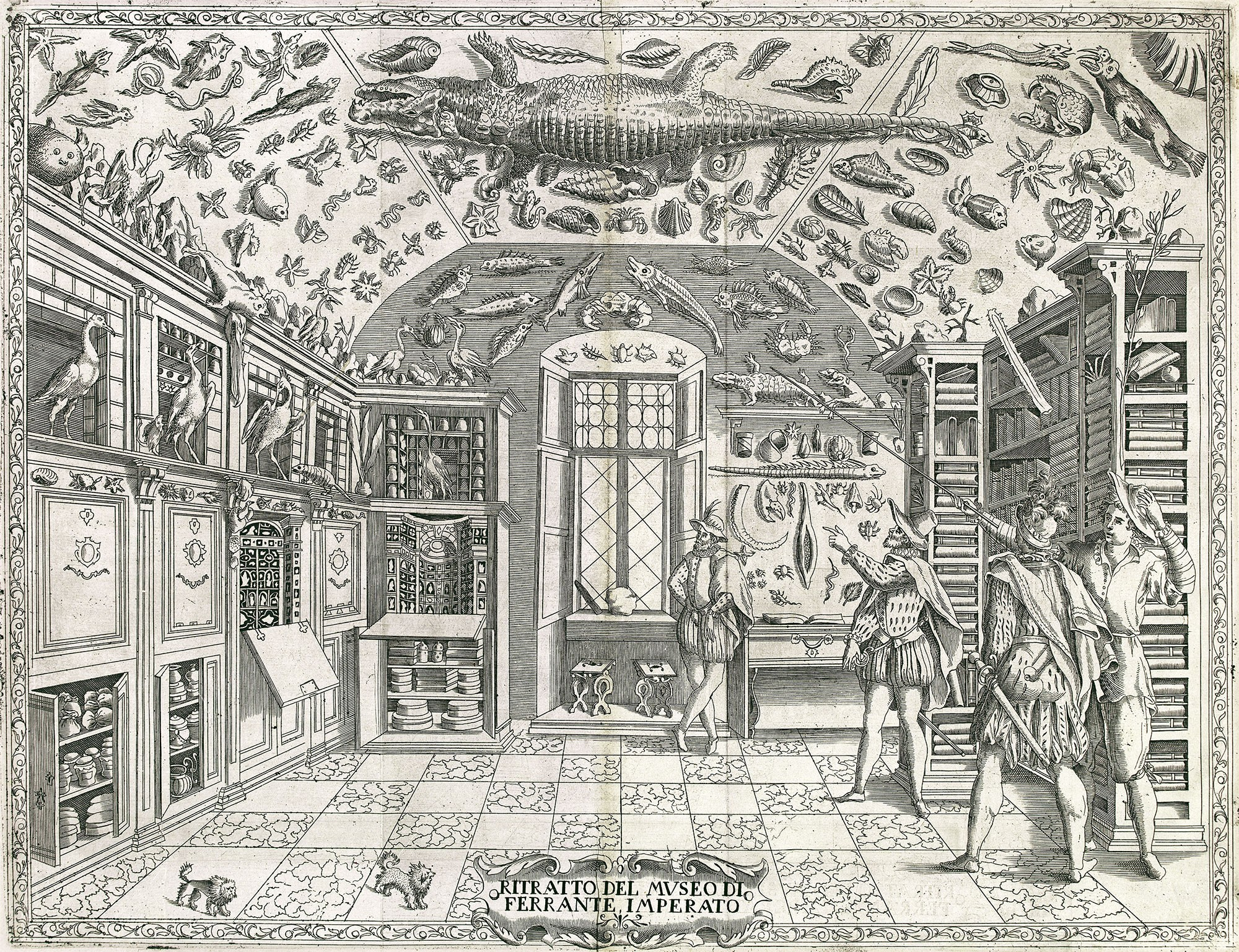
Gravura Dell'Historia Naturale de Ferrante Imperato (Nápoles 1599), a mais antiga ilustração de um gabinete de história natural.

O primeiro registro pictórico de um gabinete de história natural é a gravura Dell'Historia Naturale de Ferrante Imperato (Nápoles 1599) (ilustração à direita). Tal obra autentica a credibilidade de seu autor como fonte de informações de história natural, ao mostrar suas estantes abertas à direita, nas quais volumes são armazenados deitados e empilhados ou com suas colunas para cima, para proteger as páginas do pó. Alguns dos volumes representam seu herbário. Cada superfície do teto abobadado é ocupada por peixes em conserva, mamíferos empalhados e conchas, com um crocodilo empalhado suspenso no centro. Exemplos de corais podem ser vistos sobre as estantes. À esquerda, a sala está equipada como um studiolo (salas dedicadas ao estudo ou a hobbies) com uma gama de armários embutidos cujas frentes podem ser destravadas e baixadas para revelar ninhos de pombos com encaixe intrincado, formando unidades arquitetônicas, preenchidas com pequenos espécimes minerais. Acima deles, pássaros empalhados ficam contra painéis embutidos com amostras quadradas de pedra polida, provavelmente mármores e jaspes ou equipados com compartimentos de pombos. Abaixo deles, uma gama de armários contém caixas de espécimes e potes cobertos.
Em 1587 Gabriel Kaltemarckt aconselhou Cristiano I, Eleitor da Saxônia que três tipos de itens eram indispensáveis para se formar um Gabinete de Curiosidade: 1) esculturas e pinturas; 2) "itens curiosos de casa ou do exterior"; e 3) "antenas, chifres, garras, penas e outras coisas pertencentes a animais estranhos e curiosos". Quando Albrecht Dürer visitou a Holanda em 1521, além de obras de arte, ele enviou de volta a Nuremberg vários chifres de animais, um pedaço de coral, algumas grandes barbatanas de peixe e uma arma de madeira das Índias Orientais.

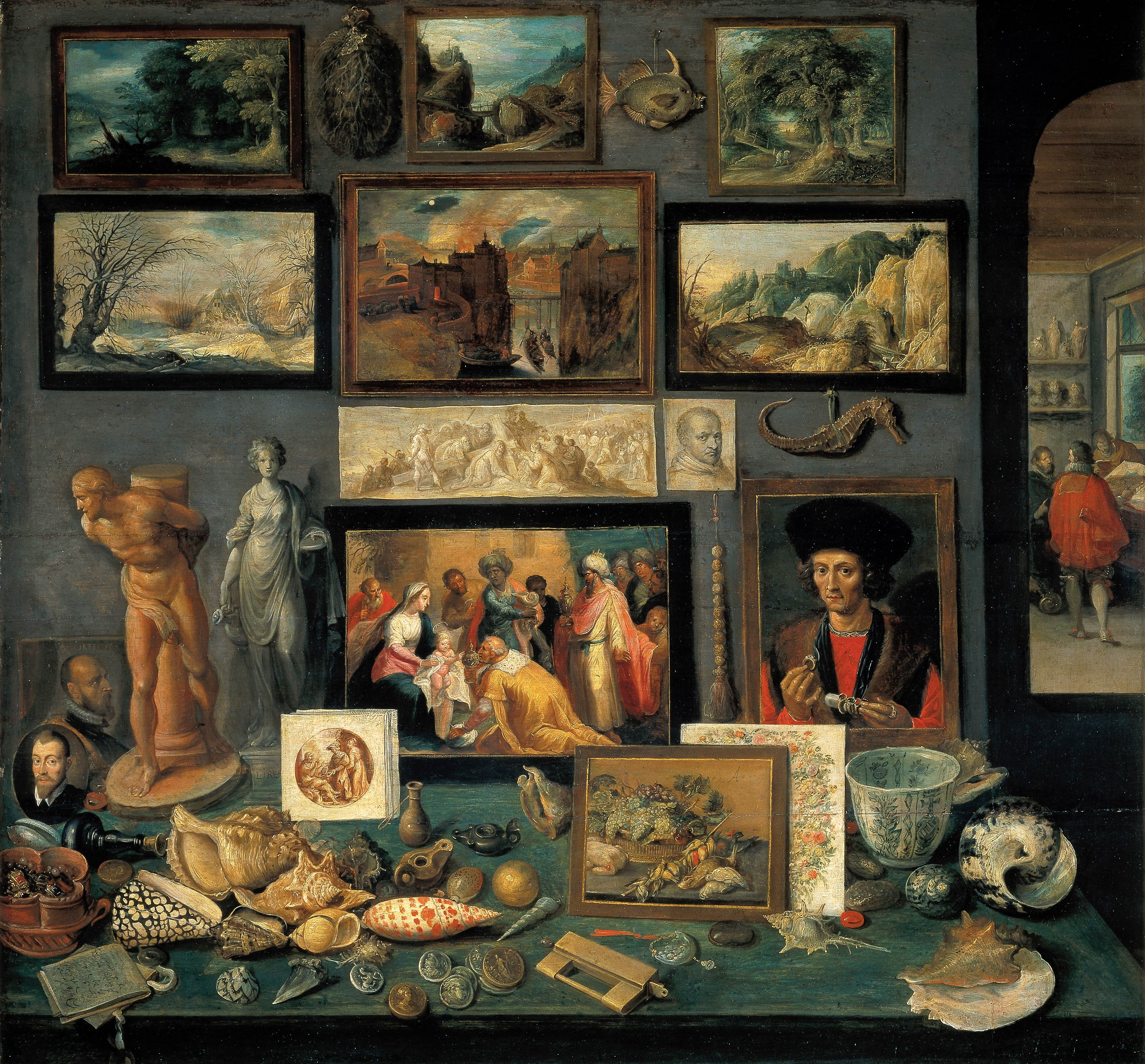
Um canto de um gabinete, pintado por Frans Francken em 1636 revela a gama de conhecimento de um virtuosismo da era Barroca.

A pintura de Francken Francken de 1636 (ilustração ao lado) mostra pinturas na parede que vão desde paisagens até retratos e imagens religiosas (como a Adoração dos Reis Magos) misturado com peixes marinhos tropicais preservados e um cordão de miçangas esculpidas, cujo material assemelha-se a âmbar. A escultura clássica e secular (a sacrificadora Libera, deusa romana da fertilidade) e a moderna e religiosa (Flagelação de Cristo) também estão representadas. Sobre a mesa estão colocadas, entre conchas exóticas (incluindo algumas tropicais e um dente de tubarão): miniaturas de retrato, pedras preciosas montadas com pérolas em uma caixa de quadrifólio, um conjunto de xilogravuras ou desenhos sépia chiaroscuro, uma pequena pintura de natureza morta encostada a uma peça floral, moedas e medalhas – presumivelmente gregas e romanas –, uma fechadura de latão aparentemente chinês, frascos e uma tigela de porcelana azul e branca da dinastia Ming.
O Gabinete de Curiosidades de Rudolf II, Santo Imperador Romano (governo de 1576 a 1612), alojado em Hradčany (Praga), também serviu para demonstrar o poder imperial em arranjo simbólico de sua exibição, apresentado cerimoniosamente aos diplomatas e magnatas visitantes. O tio de Rudolf, Fernando II da Áustria, também possuía uma coleção organizada por seu tesoureiro, Leopold Heyperger, que dava ênfase especial às pinturas de pessoas com deformidades, que permanece em grande parte intacta na Câmara de Arte e Curiosidades do Castelo de Ambras, na Áustria. De acordo com Franceso Fiorani, professor de História da Arte na Universidade da Virgínia, "o Gabinete de Curiosidades foi considerado como um microcosmo ou teatro do mundo, e um teatro de memória (…) transmitia simbolicamente o controle do patrono do mundo através de sua reprodução interior, microscópica". Da coleção de Charles I da Inglaterra, o historiador Peter Thomas afirma que "O próprio Gabinete de Curiosidades era uma forma de propaganda".

### Século XVII
Dois dos Gabinetes das Curiosidades mais famosos do século XVII foram os do físico, historiador natural e antiquário dinamarquês Olaus Wormius (1588-1654) também conhecido como Ole Worm (ilustração, acima à direita), e do jesuíta, matemático, físico, e inventor alemão Athanasius Kircher (1602-1680). Estes gabinetes do referido século eram preenchidos com animais preservados, chifres, presas, esqueletos, minerais, assim como outros objetos feitos pelo homem: esculturas antigas, finas ou pequenas; autômatos de relógio e espécimes etnográficos de locais exóticos. Muitas vezes, eles conteriam uma mistura de fatos e ficção, incluindo criaturas míticas. A coleção de minhocas continha, por exemplo, o que se pensava ser Borametz, o cordeiro vegetal da Tartária, uma samambaia lanosa que se pensava ser uma planta ou criatura fabulosa. Nestes gabinetes também era possível identificar a presa de Narval como sendo proveniente de uma baleia e não de um unicórnio, como acreditava a maioria dos donos destes. Os espécimes expostos nestas câmaras eram frequentemente coletados durante expedições de exploração e viagens comerciais.

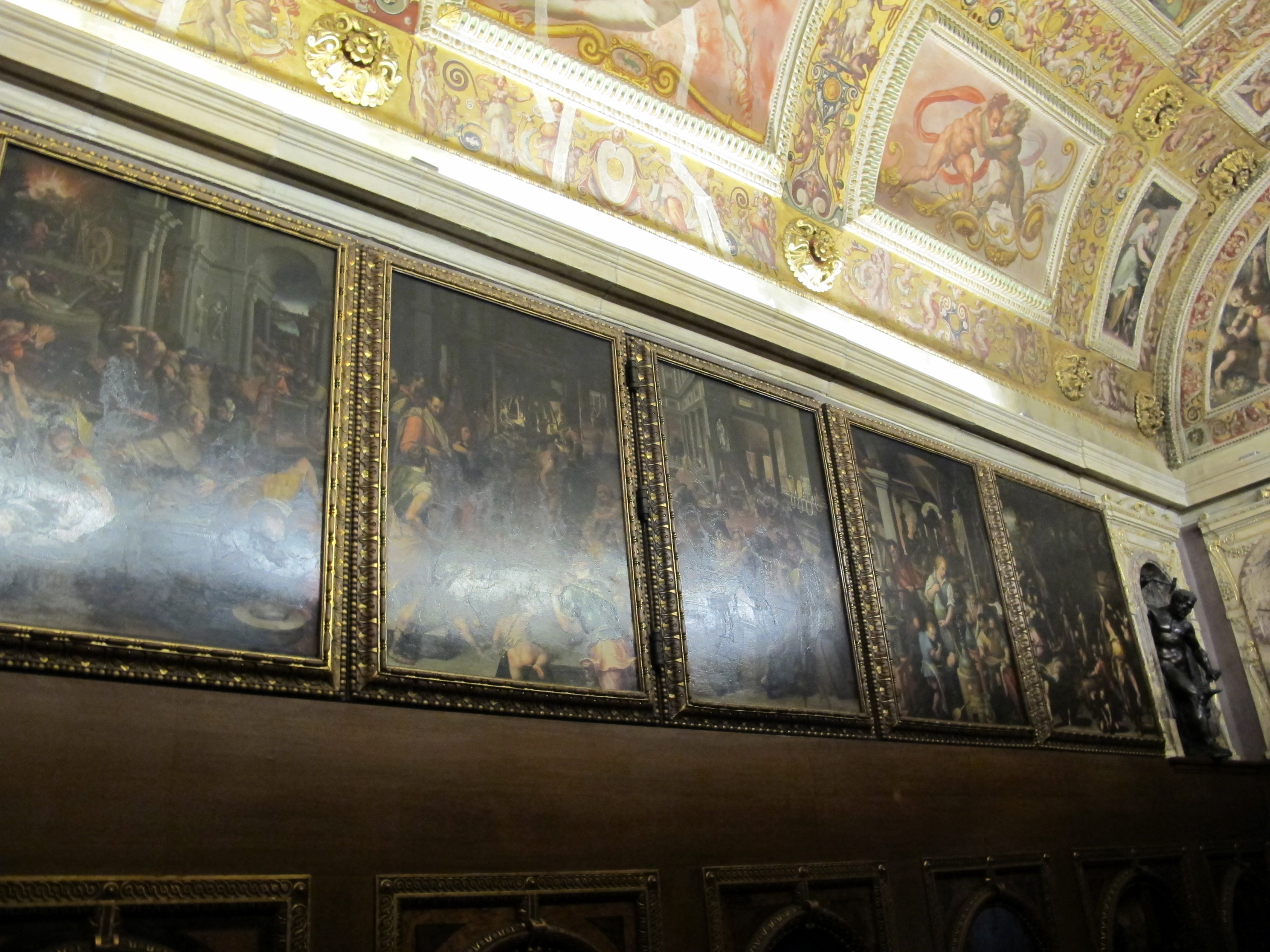
A abóbada decorada do Studiolo de Francesco I em Palazzo Vecchio, Florença

Os Gabinetes de Curiosidades, muitas vezes, serviriam para o avanço científico quando imagens de seu conteúdo fossem publicadas. O catálogo da coleção de Olaus Wormius, por exemplo, publicado como o Museu Wormianum (1655), utilizava a coleção de artefatos como ponto de partida para suas especulações sobre filosofia, ciência, história natural, etc. Um exemplo mais direcionado às artes foi o Studiolo de Francesco I (imagem à direita), o primeiro Grande Duque dos Médicis da Toscana. Frederico III da Dinamarca, que adicionou a coleção de Olaus Wormius à sua própria coleção após a morte do físico, foi outro desses monarcas. Um terceiro exemplo é a Kunstkamera fundada por Pedro o Grande em São Petersburgo, em 1714. Muitos itens foram comprados em Amsterdã de Albertus Seba e Frederik Ruysch. A coleção Imperial dos Habsburgos incluía artefatos astecas, incluindo o vestido de penas ou coroa de Moctezuma II, localizada atualmente no Museu de Etnologia, Viena.
Coleções similares em escala menor foram as complexas Kunstschränke (gabinetes de artes) produzidas no início do século XVII pelo mercador, diplomata e colecionador de Augsburg, Philipp Hainhofer. Eram gabinetes de peças de móveis, feitas de materiais exóticos e caros preenchidos com conteúdos e detalhes ornamentais destinados a refletir os cosmos em uma escala em miniatura. O exemplo mais bem preservado foi concedido pela cidade de Augsburg ao Gustavo II Adolfo da Suécia em 1632, mantido no Museu Gustavianum em Uppsala. O gabinete curio é um exemplo de peça de mobiliário moderno.
A justaposição de objetos heterogêneos nestes espaços, segundo a análise de Horst Bredekamp, encorajou comparações e favoreceu a mudança cultural de um mundo visto como estático para uma visão dinâmica da história natural sempre em transformação. Tal perspectiva contribuiu para o desenvolvimento do pensamento científico no século XVII.

### Século XVIII em diante
No linguajar do século XVII, tanto em francês como em inglês, um gabinete significa uma coleção de obras de arte, que ainda poderia incluir uma montagem de objetos virtù ou curiosidades. Em 1714, o colecionador alemão Michael Bernhard Valentini publicou uma primeira obra museológica, o Museum Museorum, um relato dos armários conhecidos por ele com catálogos de seu conteúdo.
Na segunda metade do século XVIII, Belsazar Hacquet (1735-1815) operou em Ljubljana, então capital de Carniola, um gabinete de história natural (em alemão: Naturalienkabinet) que foi apreciado em toda a Europa e visitado pela nobreza, incluindo o Santo Imperador Romano, José II, o duque russo Paulo I e o Papa Pio VI, bem como por famosos naturalistas, como o italiano Francesco Griselini e o alemão Franz Benedikt Hermann. Incluiu vários minerais, incluindo espécimes de mercúrio da mina de Idrija, um herbário vivum com mais de 4.000 espécimes de plantas carnívoras e estrangeiras, espécimes de animais, uma biblioteca médica, e um teatro anatômico (sala semelhante a um teatro utilizado no ensino da anatomia nas primeiras universidades modernas).
Um exemplo tardio da justaposição de materiais naturais com artifícios detalhadamente trabalhados é dado pelo museu alemão Grüne Gewölbe (em português Abóbada Verde) formado por Augusto o Forte em Dresden para exibir sua câmara de maravilhas. A Enlightenment Gallery do Museu Britânico, instalada na antiga "Kings Library" em 2003 para celebrar os 250 anos do museu, visa recriar a abundância e diversidade que ainda caracterizava os museus em meados do século XVIII, misturando conchas, amostras de rochas e espécimes botânicos com uma variedade de obras de arte e outros objetos feitos pelo homem de todo o mundo.
Algumas vertentes das primeiras coleções universais, os espécimes biológicos, sejam genuínos ou falsos, e os objetos históricos mais exóticos, poderiam encontrar um lar em espetáculos e mostras de aberrações comerciais (os chamados freak shows).
Foi a partir do século XVIII, com a ascensão do movimento intelectual e filosófico do Iluminismo na Europa que os gabinetes passaram a adotar os leiautes e as estruturas dos museus modernos tal como conhecemos na atualidade: com engajamento público e com arranjos lineares, didáticos e cronológicos em grandes salões subdivididos por temas e categorias, como coleções dedicadas de plantas (jardins botânicos), animais (jardins zoológicos), história natural, objetos etnográficos, etc. Alguns exemplos das primeiras instituições a adotarem esse formato são, mais notadamente, o Museu Britânico (Inglaterra) em 1759 e o Museu do Louvre (França) em 1793. Foi também durante o século XVIII, com as subdivisões temáticas e categórica das coleções, que vemos surgir os primeiros museus dedicados às artes, com estruturas também pautadas nas cronologias, origem das peças, escolas de seus autores e na comparação de formas visuais, abordagens estruturais estas seguidas até hoje nos arranjos de museus e galerias de artes. Não obstante, os arranjos de exibição daquela época eram densos e simétricos, com obras pequenas penduradas próximas ao chão e as maiores mais ao teto, cujo formato acreditava permitir melhor comparação de estilos e movimentos entre as obras. No entanto, tal leiaute passou a ser questionado por especialistas que criticavam que as obras dispostas neste formato poderiam ser de difícil visualização, além de causar desconfortos aos visitantes que precisavam se abaixar ou ficar nas pontas dos pés para contemplá-las.

## Gabinetes de Curiosidades no Brasil
De acordo com o blog de museologia Metamuseu da Universidade Federal de Minas Gerais, há algumas evidências de gabinetes de curiosidades no Brasil, como é o caso da coleção de João Maurício de Nassau-Siegen, governador do Brasil neerlandês de 1637 a 1644, que continha peças de espécies tropicais da flora e da fauna e eram enviados à Europa para presentear pessoas influentes da sociedade. Segundo a mesma fonte, também há indícios de que o primeiro Gabinete de Curiosidades brasileiro foi constituído em Salvador em 1835. Outro marco refere-se à Casa dos Pássaros no Rio de Janeiro, considerada a primeira instituição ligada às Ciências Naturais no país, criada em 1781, pelo vice Rei D. Luiz de Vasconcelos e Souza e que depois veio a se tornar o atual Museu Nacional incorporado à Universidade do Rio de Janeiro, em 1941. Em Belo Horizonte, alguns pesquisadores também consideram o Museu do Cotidiano uma espécie de gabinete por trazer em sua coleção uma diversidade de objetos heterogêneos, cujo formato assemelha-se aos espaços de curiosidades.

## Declínio e influência na cultura contemporânea
Nas primeiras décadas do século XVIII, curiosidades e espécimes contidas nos gabinetes começaram a perder sua influência entre os filósofos naturais europeus. À medida que os pensadores do Iluminismo colocavam crescente ênfase em padrões e sistemas da natureza, as anomalias e raridades passaram a ser consideradas como objetos de estudo potencialmente enganosos. Curiosidades, anteriormente interpretadas como mensagens divinas e expressões da variedade da natureza, eram cada vez mais vistas como exceções vulgares à uniformidade geral da natureza.
Os Gabinetes de Curiosidades desapareceram durante os séculos XVIII e XIX, sendo substituídos por instituições oficiais e coleções privadas. Os objetos considerados mais interessantes foram transferidos para museus de artes e de história natural que começaram a ser fundados. Tiveram grande importância no estudo precoce de certas disciplinas de biologia ao criar coleções de fósseis, conchas e insetos.
Na mídia atual, o resgate do termo ocorreu por meio de séries televisivas como é o caso da antologia de terror "O Gabinete de Curiosidade" criado pelo cineasta mexicano Guillermo del Toro. As oito histórias contadas ao longo do seriado traz como pano de fundo tais espaços onde se colecionavam artefatos, relíquias e objetos antigos, fazendo alusão ao mesmo formato dos históricos gabinetes.

## Elementos históricos
- Ole Worm (1588-1654) constituiu um famoso gabinete de curiosidades cujo inventário ilustrado foi publicado em 1655 sob o título  Museum Wormianum .
- Georg Everhard Rumphius (1627-1702) elaborou um livro e um catálogo de seu gabinete.
- Albertus Seba (1665-1736) constituiu um gabinete de curiosidades cujo catálogo publicou a partir de 1710.
- Sir Hans Sloane (1660-1753) reuniu um dos maiores gabinetes de curiosidades do mundo. Foi a origem da criação do Museu Britânico.
- René-Antoine Ferchault de Réaumur (1683-1757) montou o maior gabinete de curiosidades da França. Após a sua morte, o gabinete foi integrado ao Gabinete do Rei.
- Em 1760, Sir James Darcy Lever começou a acumular uma imensa coleção que o levou à ruína. Devido à recusa do governo britânico de comprá-la, foi dispersada.

## Organização das coleções
Nos gabinetes de curiosidades, as coleções podiam ser organizadas em quatro categorias (nomeadas em latim) :
- artificialia,  onde eram agrupados objetos criados ou modificados pela mão humana (antiguidades, obras de arte etc.);
- naturalia, onde eram agrupados as criaturas e objetos naturais;
- exotica, onde eram agrupados plantas e animais exóticos;
- scientifica, onde eram agrupados os instrumentos científicos.

## Gabinetes de curiosidades europeus
Os gabinetes de curiosidades ou quartos de maravilhas eram conhecidos como  "Cabinets de Curiosités" na França, "Wunderkammern" na Alemanha e Áustria, "Wonder Chambers" na Grã-Bretanha e  "Kunstkammer" na Dinamarca.

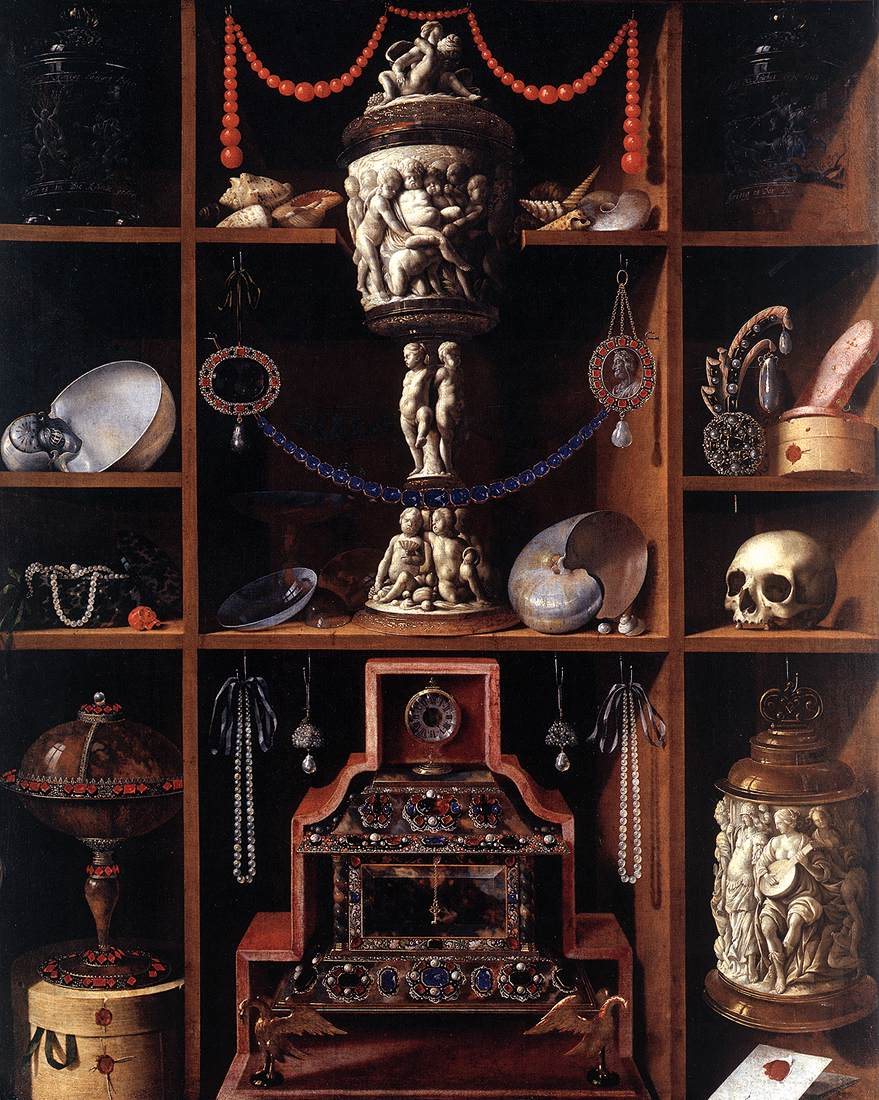
Gabinete de curiosidades pintado por Georg Hainz em 1666

Os principais gabinetes de curiosidades da Europa foram :
- O gabinete de curiosidades do Colégio Romano iniciado pelo jesuíta Athanase Kircher, que, em 1615, recebeu a doação de objetos curiosos pertencentes a Alfonso Donnini. O gabinete era famoso em toda a Europa.
- O Kuntskammer de Ole Worm criado em 1654 na cidade de Copenhaga.
- Rodolfo II de Habsburgo. No castelo de Praga, o imperador reuniu os trabalhos dos melhores artistas dos três centros mais importantes da época renascentista: Itália, Países Baixos e Alemanha.
- O de Francesco Calceolari, naturalista do século XVI.
- O de conde Moscardo. O livro "Cose piu notabili" é um itinerário por seu gabinete de curiosidades.